# Synonimy (film)
Synonimy (fr. Synonymes) – izraelsko-francusko-niemiecki dramat filmowy z 2019 roku w reżyserii Nadawa Lapida.
Obraz miał swoją premierę w sekcji konkursowej na 69. MFF w Berlinie, gdzie zdobył główną nagrodę Złotego Niedźwiedzia jako pierwszy w historii tej imprezy film izraelskiego twórcy. Lapid otrzymał także Nagrodę FIPRESCI.

## Fabuła
Bazująca na doświadczeniach samego reżysera historia młodego Izraelczyka, który udaje się na emigrację, by zapomnieć o traumach przeżytych w swojej ojczyźnie, głównie związanych ze służbą wojskową. Yoav ma dość panującej w Izraelu hipokryzji i okrucieństwa, chciałby uwolnić się od swoich korzeni. Jednakże dużą przeszkodą w asymilacji w Paryżu staje się słaba znajomość języka i liczne różnice kulturowe. Tytułowe synonimy to negatywne określenia ojczyzny Yoava, których uczy się on zgłębiając język francuski.

## Obsada
- Tom Mercier – Yoav
- Quentin Dolmaire – Emile
- Louise Chevillotte – Caroline
- Uria Hayik – Yaron
- Olivier Loustau – Michel
- Léa Drucker – nauczycielka francuskiego[3]

## Produkcja
Zdjęcia kręcono w Paryżu i Tel Awiwie.